# Josef Hlávka

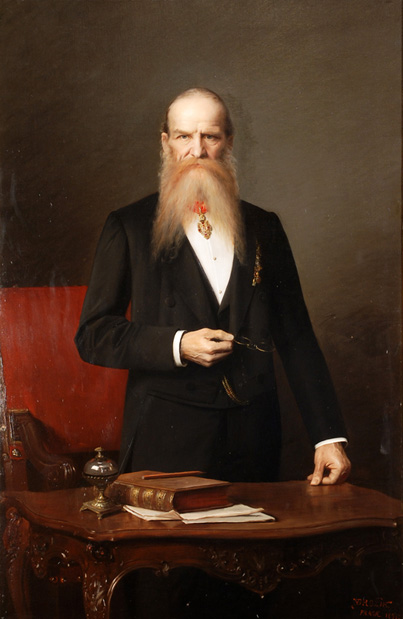
Portret realizat în 1895 de Václav Brožík.

Josef Hlávka (n. 15 februarie 1831, Přeštice⁠(d), Plzeň, Cehia – d. 11 martie 1908, New Town⁠(d), Regatul Boemiei, Austro-Ungaria) a fost un arhitect ceh, proiectant și constructor al unor edificii monumentale din Austro-Ungaria. S-a remarcat prin activitatea sa filantropică și de mecenat, fiind fondatorul și primul președinte al Academiei Cehe de Științe și Arte. Centenarul morții sale a făcut parte dintre aniversările culturale ale UNESCO din 2008.